# Grundrechte (Schweiz)
Grundrechte werden in der Schweiz hauptsächlich durch die Bundesverfassung (BV) und die Europäische Menschenrechtskonvention (EMRK) garantiert. Sie stehen dem Individuum und in eingeschränktem Mass juristischen Personen zu. An sie gebunden sind sämtliche Hoheitsträger und Unternehmen, die in staatlichem Auftrag handeln. Grundrechte dienen in erster Linie dem Schutz elementarer Ausprägungen des menschlichen Daseins wie der körperlichen Unversehrtheit und der Meinungsäusserungsfreiheit. Abgesehen von diesen Freiheitsrechten werden grundlegende rechtsstaatliche Garantien (Diskriminierungsverbot und der Schutz vor staatlicher Willkür), Verfahrensgrundrechte und politische Rechte verbrieft.
Historisch hat sich das Verständnis, was Grundrechte sind und wie sie gelten, stark gewandelt. Bis in die Mitte des 20. Jahrhunderts wurde fast ausschliesslich ihr subjektiver Charakter betont: Grundrechte bilden einen privaten Lebensbereich, auf den der Staat keinen Zugriff hat. Unter dem Einfluss der deutschen Rechtswissenschaft, aber auch wegen der Erfahrungen aus der Shoah wurde der Geltungsbereich der Grundrechte ausgebaut. Zunehmend wurde ihr Charakter als tragende Grundwerte der Schweizer Rechtsordnung anerkannt. Ein allein subjektives Grundrechtsverständnis reicht folglich nicht aus, um die Grundrechte effektiv verwirklichen zu können. Vielmehr müssen sie zusätzlich als objektives Recht im Erlass und in der Auslegung des einfachen Rechts (Gesetze und Verordnungen) berücksichtigt werden. Als Folge dieser Grundrechtstheorie wurden staatliche Schutzpflichten und eine mittelbare Drittwirkung entwickelt.
Wenngleich insbesondere Freiheitsrechte die grundlegenden Elemente des menschlichen Lebens sichern, können Situationen eintreten, in denen in den Schutzbereich des Freiheitsrechts eingegriffen werden muss. Erlaubt ist das nur, wenn eine gesetzliche Grundlage und ein öffentliches Interesse – darin eingeschlossen ist der Grundrechtsschutz Dritter – besteht. Überdies muss jede Grundrechtseinschränkung verhältnismässig, d. h. geeignet, erforderlich und zumutbar, sein und darf den Kerngehalt des Grundrechts nicht antasten.
Damit die Grundrechte tatsächlich verwirklicht werden, reicht eine Garantie in der Verfassung nicht aus. Es braucht effektive Mechanismen zur gerichtlichen Durchsetzung. In der Schweiz übernehmen diese Aufgabe primär die kantonalen Gerichte, deren Urteile vor dem Bundesgericht angefochten werden können. Bundesgesetze sind der Beurteilung durch das Bundesgericht entzogen (Art. 190 BV). In diesem Bereich sind die Grundrechte nur gewahrt, wenn die Bundesversammlung sie achtet oder ein von Stimmberechtigten ergriffenes Referendum gegen ein allfällig grundrechtswidriges Bundesgesetz in der Volksabstimmung erfolgreich ist. Wenn Grundrechte der Europäischen Menschenrechtskonvention mutmasslich verletzt wurden, steht die Beschwerde an den Europäischen Gerichtshof für Menschenrechte offen.

## Historische Entwicklung

### Alte Eidgenossenschaft
Mit dem Dreissigjährigen Krieg veränderte sich die europäische Staatenwelt drastisch. Nach dem Westfälischen Frieden 1648 entstanden Territorialstaaten, die Souveränität beanspruchten. Damit wollten sie sich in der heranwachsenden internationalen Ordnung als feste Grössen etablieren. Die Schweiz gehörte nicht zu diesen souveränen Staaten. Es handelte sich bei der Alten Eidgenossenschaft um ein seit dem 15. Jahrhundert konsolidiertes Bündnisgeflecht zwischen den heutigen Kantonen. Abgesehen von der Tagsatzung existierte kein eidgenössisches Organ und auch keine Verfassung als Grundordnung für die Bündnisse. Grund- und Individualrechte gab es nur, wenn sie die einzelnen Kantone gewährten. Die Struktur innerhalb der Kantone war aristokratisch und mittelalterlich. Wenige Patrizierfamilien oder Zünfte hatten die gesamte politische Macht in sich vereint, und die Kantonsbürger waren oft ihrer Willkür ausgesetzt.
Die Ereignisse der Französischen Revolution hatten auch Auswirkungen auf die Schweiz. In den Untertanengebieten kam es zu Aufständen, in denen sich die Untertanen auf die in der Menschenrechtserklärung (1789) verbriefte Rechtsgleichheit bezogen. Die Erklärung der Menschenrechte war der entscheidende Impuls, Grundrechte explizit und systematisch zu gewährleisten. Ihr Einfluss auf die Schweiz spiegelte sich im Wesentlichen in der helvetischen Verfassung und der Mediationsverfassung wider.

### Vom Ende des Ancien Régime bis zur Bundesverfassung 1848

#### Französische Hegemonie
Der Einfall der Franzosen 1798 beendete das Ancien Régime. Am 12. April 1798 trat die von Frankreich aufgezwungene Verfassung in Kraft, die stark an die französische Direktorialverfassung angelehnt war. Diese Verfassung war die erste geschriebene Verfassung der Schweiz überhaupt. Mit deren Inkrafttreten entstand die Helvetische Republik – ein französischer Vasallenstaat. Die erste helvetische Verfassung von 1798 machte aus der Alten Eidgenossenschaft einen nationalen, zentralistisch organisierten Einheitsstaat, der auf den Prinzipien der Rechtsgleichheit, der Volkssouveränität und der Gewaltenteilung beruhte. Die Helvetik scheiterte, weil der Zentralismus in der Schweiz auf überwältigenden Widerstand stiess. 1802 flohen die französischen Truppen.
Die helvetische Verfassung war grundrechtsgeschichtlich revolutionär, weil zum ersten Mal in der Schweiz flächendeckend gewisse Grundrechte gewährt wurden, darunter das Recht auf persönliche Freiheit (Art. 5), Religionsfreiheit (Art. 6), Presse- (Art. 7) und Informationsfreiheit (Art. 7) sowie das Recht auf Privateigentum (Art. 9). Zudem wurde zum ersten Mal eine allgemeine Schweizer Staatsbürgerschaft eingeführt (Art. 19).
Die Rechtsgleichheit (Art. 8) war jedoch die grösste Errungenschaft der Helvetik. Artikel 8 schaffte die rechtlichen Unterschiede zwischen den Ständen und die Leibeigenschaft ab. Nicht in den Genuss gleicher Rechte kamen die Frauen. Die Juden mussten zwar keine Judensteuer mehr zahlen. Ihnen wurde jedoch weiterhin das Bürgerrecht verwehrt. Die niedergelassenen Ausländer waren den helvetischen Staatsbürgern privatrechtlich gleichgestellt. Das Strafrecht nahm den Grundsatz der Verhältnismässigkeit auf, schränkte die richterliche Willkür ein und gestaltete einen humaneren Strafvollzug.
Nach dem Scheitern der Helvetik wollte Napoleon eine stabile Schweiz errichten, die ihm als Pufferstaat gegenüber Österreich und Preußen dienen sollte. Die Zeit der Mediation brach an. In der Verfassung, der Mediationsakte, anerkannte Napoleon das ausgeprägte Bedürfnis der Schweizer nach Dezentralisierung. Unter grundrechtlichen Gesichtspunkten betrachtet war die Mediation ein Schritt rückwärts. Das 1798 eingeführte allgemeine Wahlrecht wurde stark eingeschränkt; aktives und passives Wahlrecht waren in vielen Kantonen an das Vermögen geknüpft (Zensuswahlrecht). Auch die Pressefreiheit wurde mit der Einführung flächendeckender Zensur durch Frankreich abgeschafft. Der Glaubenszwang wurde wieder eingeführt, der Laizismus der Helvetik abgeschafft und die Rechtsgleichheit teilweise aufgehoben. Die Niederlassungsfreiheit musste auf Druck Frankreichs beibehalten werden.

#### Restauration
Mit dem Fall Napoleons endete die verfassungsrechtliche Ordnung unter der Mediationsakte. Dadurch erlangte die Schweiz jedoch noch keine Unabhängigkeit. Die Grossmächte der europäischen Pentarchie erliessen eine neue Verfassung für die Schweiz: den Bundesvertrag (1815). Er stellte im Wesentlichen eine gekürzte Fassung der Mediationsakte dar, die das zentralstaatliche Element noch weiter zurückdrängte. Das Schweizer Bürgerrecht wurde abgeschafft; übrig blieb ein lockerer Staatenbund. Der Bundesvertrag stellte die verfassungsrechtliche Grundordnung bis 1848 dar.
Die Zeit von 1815 bis 1830 unter dem Regime des Bundesvertrags wird als Restauration bezeichnet, da die politischen Bestrebungen allesamt auf die Wiederherstellung der Ordnung in der Alten Eidgenossenschaft abzielten. Das gelang auch in weiten Teilen. Auf kantonaler Ebene bedeutete die Restauration vor allem einen Rückschritt in die Ungleichheit des Ancien Régimes. Die in der Helvetik erfolgte Aufhebung der Untertanengebiete blieb zwar bestehen, und auch in Zunftorten wie Zürich, Basel und Schaffhausen existierte eine Gleichheitsgarantie. Die Landbürger waren in Handel und Gewerbe gegenüber den Städtern jedoch benachteiligt; aktives und passives Wahlrecht waren an einen Zensus gebunden, und mehr als ein Drittel des Parlaments wurde von den Zünften bestellt. Ausser der Wirtschaftsfreiheit, die in die Kantonsverfassungen unter anderem von Bern, Luzern, St. Gallen, Thurgau und Tessin Eingang fand, wurden keine Grundrechte garantiert. In vielen Kantonen wurde eine Konfession als vorherrschend festgeschrieben. Erhalten blieben aus der Helvetik hingegen das Prinzip der geschriebenen Verfassung sowie Reste eines freien Pressewesens, was für die nachfolgende verfassungspolitische Entwicklung von Bedeutung sein sollte.

#### Regeneration
Wenngleich die aufklärerischen Ideale nicht in der rechtlichen und politischen Praxis der Restauration erkennbar waren, blieben sie in den Köpfen des Bürgertums erhalten. Gegen Ende der 1820 begannen einzelne Exponenten, darunter Stefano Franscini, in der Schweiz Forderungen nach Grundrechten, Gewaltenteilung, Machtbeschränkung des Staates und politischen Mitwirkungsrechten aufzustellen. Die liberalen Begehren konnten sich in den Kantonen immer stärker durchsetzen, zumal die Kontrolle aus dem Ausland schwächer wurde. Als Folge der Julirevolution (1830) in Frankreich wurden etliche Kantonsverfassungen nach liberalem Vorbild revidiert, die den Boden für die Phase der Regeneration bildeten. Neben neu garantierten politischen Rechten wurde unter anderem die Rechtsgleichheit, die Pressefreiheit, die Petitionsfreiheit und die Eigentumsfreiheit verbrieft. Die Niederlassungsfreiheit, die bis dahin nur in jenen Kantonen galt, die dem Niederlassungskonkordat von 1819 beigetreten waren, setzte sich nun weiter durch und fand verschiedentlich Eingang in die Kantonsverfassungen. Einige Kantone wie Zürich und Bern gewährleisteten auch die Religionsfreiheit.
1831 wurde ein Entwurf für eine Revision des Bundesvertrags vorgelegt, die jedoch scheiterte.

### Bundesverfassung von 1848
Die Bundesverfassung von 1848 konstituierte die Schweiz als Bundesstaat. Sie verbriefte einzelne Grundrechte (darunter politische Rechte), enthielt jedoch keinen umfassenden, systematischen Grundrechtskatalog. Etliche Bestimmungen suchten den Handel sowie den Personenverkehr zwischen den Kantonen zu erleichtern (Artikel 29–32). Andere Grundrechte wurden nur bestimmten Personengruppen garantiert: Die Niederlassungsfreiheit galt bis zur Teilrevision von 1866 nur für christliche Konfessionen (Juden waren ausgeschlossen); die Kultusfreiheit hob die Diskriminierung von Reformierten in katholischen Kantonen und vice versa auf – Gläubige anderer Religionen konnten dieses Recht nicht für sich beanspruchen –; die Rechtsgleichheit galt nur für Schweizer. Dennoch stand allen Menschen in der Schweiz der Rechtsweg ans Bundesgericht offen, und die Pressefreiheit war umfassend garantiert. Auf Bundesebene existierten Strafbestimmungen einzig gegen Medieninhalte, die «gegen die Eidgenossenschaft und ihre Behörden gerichtet» waren. Die Väter der Bundesverfassung von 1848 fokussierten sich auf die Herstellung eines möglichst demokratischen Staates. Liberalen Idealen wurde hingegen wenig Gewicht beigemessen, weshalb die Freiheitsrechte kaum weiterentwickelt wurden.

### Bundesverfassung von 1874
26 Jahre nach Inkrafttreten der Bundesverfassung wurde sie total revidiert. Die Totalrevision wurde von den liberalen Kräften angetrieben, weil sie den Zentralstaat stärken wollten. Im Bereich der Grundrechte wurde insbesondere der gerichtliche Schutz gestärkt. Mit der neu eingeführten staatsrechtlichen Beschwerde konnten Grundrechtseinschränkungen durch kantonale Behörden vor dem Bundesgericht angefochten werden.
Auch mit dieser republikanisch-liberalen Verfassung war die Rechtsgleichheit nicht vollständig verwirklicht. Die Verfassungen von 1848/1874 gingen zwar in der Gewährleistung von Grundrechten weiter als jene anderer europäischer Staaten. Beim Wahlrecht auf kommunaler und kantonaler Ebene gab es jedoch weitreichende Einschränkungen, die mit der Bundesverfassung nicht vereinbar waren. Seit Beginn des Bundesstaates ist die Bundesversammlung für die Gewährleistung der Kantonsverfassungen zuständig. Will ein Kanton seine Verfassung revidieren, müssen die Bestimmungen der Bundesversammlung zur Genehmigung vorgelegt werden. Von 1848 bis zum Ende des 19. Jahrhunderts spielte die Gewährleistung verfassungsrechtlich eine grosse Rolle, eine womöglich grössere als die Rechtsprechung der politischen Bundesbehörden, denn es ging bei den Gewährleistungen um Grundsatzfragen. In dieser Zeit kippte die Bundesversammlung einige Wahlrechtsklauseln der Kantonsverfassungen wie etwa verschiedene Zensusbestimmungen oder den Stimmrechtsausschluss der Dienstboten.
Die Bundesverfassung von 1874 gewährte den niedergelassenen Schweizern anderer Kantone das kommunale Stimm- und Wahlrecht. Der Bund erhielt die Kompetenz, auch auf kantonaler Ebene Wahl- und Stimmrechtsausschlüsse zu regeln. Alle Anläufe der Bundesversammlung (1875, 1877 und 1882), Bundesgesetze zur Ausführung zu erlassen, scheiterten – gegen zwei davon wurde das fakultative Referendum erfolgreich ergriffen. Dadurch entstand rechtliches Vakuum, das von einigen Kantonen ausgenutzt wurde, um erneut Zensusbestimmungen und Ausschlüsse für Niedergelassene anderer Kantone zu erlassen.
Die Bundesverfassung von 1874 nannte folgende Grundrechte explizit:
- Rechtsgleichheit
- Niederlassungsfreiheit
- Allgemeines Wahlrecht für Männer
- Glaubens- und Gewissensfreiheit
- Kultusfreiheit, die heutzutage unter der Glaubens- und Gewissensfreiheit subsumiert wird
- Ehefreiheit
- Petitionsrecht
- Pressefreiheit
- Vereinsfreiheit
- Handels- und Gewerbefreiheit

### Entwicklung im 20. Jahrhundert

#### Beseitigung von Wahlrechtsausschlüssen

Frauenwahlrecht auf Bundesebene: Ja-Anteile pro Kanton

Im Verlauf des 20. Jahrhunderts wurden nach und nach sämtliche Wahlausschlüsse beseitigt. 1915 erklärte das Bundesgericht Zensusbestimmungen endgültig für verfassungswidrig und beendete damit das Kompetenzgerangel zwischen Bund und Kantonen. Zahlungsunfähigen und strafrechtlich Verurteilten darf seit 1971 das Wahlrecht nicht entzogen werden.
Das Frauenstimmrecht wurde zwischen 1959 und 1972 in praktisch allen Gemeinwesen eingeführt, auf Bundesebene 1971. Das Bundesgericht stützte die späte Einführung des allgemeinen Wahlrechts durch seine Praxis. In seinen Urteilsgründungen, in denen es sich gegen das Frauenstimmrecht aussprach, berief sich das Bundesgericht unter anderem auf das Gewohnheitsrecht. Art. 74 aBV gewähre zwar jedem «Schweizer» das Wahlrecht. Damit seien aber nach einhelliger Rechtsauffassung nur Männer gemeint. Auch aus Art. 4 aBV (Rechtsgleichheit) lasse sich kein allgemeines Frauenstimmrecht ableiten, meinte das Bundesgericht.

#### Schöpferische Bundesgerichtspraxis und Anerkennung ungeschriebener Grundrechte
Das Bundesgericht entwickelte Ende des 19. und Anfang des 20. Jahrhunderts eine schöpferische Praxis zu Artikel 4 der Bundesverfassung von 1874. Die Rechtsgleichheit der Bundesverfassung sei als allgemeines, die gesamte Rechtsordnung durchdringendes Prinzip aufzufassen; alle Bürger müssten vom Gesetzgeber gleich behandelt werden. Aus dem Gebot der staatlichen Behörden, jeden Bürger rechtsgleich zu behandeln, leitete das Bundesgericht das Verbot der Willkür ab. Um den Kantonen nicht auf die Füsse zu treten, war die Praxis des Bundesgerichts indes zurückhaltend; die meisten Willkürrügen wurden abgewiesen. Überdies wurden Verfahrensgrundrechte später aus Artikel 4 abgeleitet, darunter das Verbot der (formellen) Rechtsverweigerung, das Verbot der Rechtsverzögerung und der Anspruch auf rechtliches Gehör.
Das Bundesgericht entwickelte aus Artikel 4 Individualrechte, zu denen sich die Verfassungsbestimmung nicht im Geringsten äusserte, darunter unter anderem das Verbot des überspitzten Formalismus, das Rückwirkungsverbot (ein Straftatbestand ist nur auf Taten anwendbar, die nach seinem Inkrafttreten begangen wurden), das Gebot der Gesetzmässigkeit von Strafurteilen (nulla poena sine lege), ne bis in idem, das Recht auf unentgeltliche Rechtspflege und die Unschuldsvermutung. Durch die sehr umfassende und weitgehende Rechtsprechung des Bundesgerichts wurde die Rechtsstaatlichkeit in den Kantonen gestärkt, in denen es insbesondere bei der Anwendung grundlegender Verfahrensregeln fehlte. Diese Praxis des Bundesgerichts wird daher zum Teil als dessen grösste Leistung überhaupt angesehen.
Zur Zeit eines starken Rechtspositivismus war eine solche, zum Teil sogar naturrechtlich begründete Rechtsprechung keine Selbstverständlichkeit. Möglich war sie aus verschiedenen Gründen: Die meisten Richter gehörten der freisinnigen Mehrheit an, die auch in den politischen Bundesbehörden vorherrschte. Somit war ihre Handlungsfreiheit entsprechend grösser. Fast alle Richter verbrachten zudem einen Teil ihrer juristischen Ausbildung im monarchischen Ausland, das häufig eine stärkere Justiz aufwies. Schliesslich waren die vom Bundesgericht herausgearbeiteten Rechte eher formell und politisch nicht besonders aufgeladen, wodurch grössere Konflikte ausblieben.
Nach dem Zweiten Weltkrieg stieg das Bedürfnis nach Schutz der individuellen Freiheit, die in der Verfassung von 1874 nur lückenhaft gewährleistet war, und eine Totalrevision der Bundesverfassung stand in den 1940er und 1950er Jahren nicht zur Debatte. Daher wurde zunehmend von Praxis und Schrifttum die Auffassung vertreten, dass die Freiheitsrechte auch ausserhalb des geschriebenen Verfassungstexts existierten. 1961 machte das Bundesgericht den Anfang und anerkannte die Eigentumsfreiheit als ungeschriebenes Grundrecht. Kurz darauf folgten die Meinungsfreiheit, das Recht auf persönliche Freiheit, Sprachen- und Versammlungsfreiheit. 1995 kamen das Recht auf Existenzsicherung und die Anerkennung der Wahl- und Abstimmungsfreiheit. Zaccaria Giacometti leistete die theoretische Grundlagenarbeit, die bahnbrechend für die praktische Anerkennung der Bundesbehörden war. Mit der Totalrevision von 1999 wurden die ungeschriebenen Grundrechte kodifiziert.

### Einflüsse des internationalen Menschenrechtsschutzes
Nach dem Zweiten Weltkrieg wurde der vorher praktisch inexistente internationale Menschenrechtsschutz ausgebaut. 1966 wurden die Rechte aus der Allgemeinen Erklärung der Menschenrechte (AEMR) in die rechtlich bindenden UNO-Pakte I und II gegossen. Aus der AEMR lassen sich in der Schweiz keine Rechte und Pflichten begründen. Nach und nach wurden einzelne, detaillierte Konventionen (u. a. Kinderrechtskonvention, Behindertenrechtskonvention) verabschiedet, von denen die Schweiz einige, jedoch nicht alle ratifizierte. Sie ist insbesondere zurückhaltend in der Anerkennung von Verträgen, die soziale Rechte verbriefen. Aus politischem Kalkül während des Kalten Krieges ratifizierte die Schweiz viele der UNO-Konventionen vergleichsweise spät (die beiden UNO-Pakte 1995).
Die Europäische Menschenrechtskonvention (EMRK) ist für die Schweiz mit Abstand von grösster Bedeutung, weil nur sie einen effektiven Schutzmechanismus zum Schutz der Grundrechte kennt: den Europäischen Gerichtshof für Menschenrechte (EGMR). Bei der Ausarbeitung des Grundrechtskatalogs für die totalrevidierte Bundesverfassung galten die Garantien der EMRK als Vorbild. Mit der EMRK übernahm die Schweiz Grundrechtspraktiken aus dem angelsächsischen Raum (etwa die starke Betonung der Verfahrensrechte (Art. 5 und Art. 6 EMRK)) oder die Grundsätze aus dem Erbe der Habeas-Corpus-Akte (in Art. 31 BV). Überdies wurde die Bedeutung des case law und damit die Rolle der Gerichte in der Grundrechtskonkretisierung gestärkt.

## Rechtliche Grundlagen

### Bundesverfassung
In den Artikeln 7–34 sieht die Bundesverfassung einen Grundrechtskatalog vor, der durch die Garantie der Menschenwürde eingeleitet wird. Dass gerade dieses Grundrecht am Anfang steht, ist kein Zufall, denn es liegt der gesamten Verfassung zugrunde und geniesst daher besonderen Schutz. Abgesehen von dieser Ausnahme ist der Katalog nicht nach Wichtigkeit geordnet. Die Grundrechte der Bundesverfassung stellen direkt anwendbares Recht tätigen. Das Individuum kann sich direkt auf sie berufen, ohne dass ein Dazwischenschalten des Gesetzgebers nötig ist. Damit unterscheiden sich die Grundrechte von vielen anderen Verfassungsnormen, die erst dann gerichtlich durchsetzbar sind, wenn sie der Gesetzgeber näher ausführt. Die Gesetzgeber (Parlamente) in Bund und Kantonen sind indes verpflichtet, die Grundrechte zu konkretisieren und zu deren Schutz beizutragen. Abgesehen von den geschriebenen gibt es auch ungeschriebene, gewohnheitsrechtlich anerkannte Grundrechte. Ihnen kam in der Zeit vor der Totalrevision der Bundesverfassung 1999 eine grosse Bedeutung zu (siehe Historische Entwicklung). Seitdem die neue Verfassung in Kraft ist, hat das Bundesgericht keine neuen Grundrechte anerkannt; diese Möglichkeit steht ihm in der Zukunft jedoch zu.
Den Kern des bundesverfassungsrechtlichen Grundrechtsschutzes bilden das Willkürverbot und die Menschenwürde. Das Willkürverbot untersagt jegliche Schikane und jedwede Behandlung, die dem Gerechtigkeitsgedanken zuwiderläuft. Die Menschenwürde sichert die Individualität und die Gleichheit eines Jeden. Beiden Garantien wohnt der Gedanke die Subjektqualität des Menschen inne; sie bewahren ihn davor, zum Objekt staatlicher Herrschaft zu verkommen. Auch für die Bundesverfassung gilt der Grundsatz, dass der Staat um des Menschen willen da ist und nicht der Mensch um des Staates willen.

### Internationales Recht
Abgesehen vom innerstaatlichen Recht garantieren diverse völkerrechtliche Verträge Grundrechte. Die Europäische Menschenrechtskonvention (EMRK) nimmt die wichtigste Stellung für die Schweiz ein. Die Bestimmungen in der EMRK sind wie die Grundrechte in der Bundesverfassung direkt anwendbar. Sie geniessen Verfassungsrang und deren Verletzung kann vor dem Bundesgericht gerügt werden. Die EMRK hat den Zweck, einen europaweiten Mindeststandard zu gewährleisten. Daraus folgt: Wenn die Bundesverfassung dem Einzelnen mehr Freiheiten einräumt, gilt die Bundesverfassung. Umgekehrt ist die EMRK massgebend, wenn deren Garantien den Schutzbereich der Bundesverfassung übersteigen. Mittlerweile unbestritten ist, dass die Bestimmungen der EMRK Vorrang vor Bundesgesetzen haben. Sie stellen daher eine materielle Schranke der Gesetzgebung dar.
Neben der EMRK sind die UNO-Pakte I und II für die Grund- und Menschenrechte von gewisser Bedeutung. Hinzu kommen eine Reihe weiterer Abkommen, die im Rahmen der UNO ratifiziert wurden, z. B. die UN-Antifolterkonvention. Diese Abkommen sind jedoch weitaus weniger wichtig als der EMRK zu, da deren Durchsetzung, wenn überhaupt, nur schwer möglich ist. Entscheide des UN-Ausschusses für Menschenrechte sind völkerrechtlich nicht bindend. Es existiert oft keine Gerichtsbarkeit, die die Befugnis zur Durchsetzung hat. Demgegenüber wacht der EGMR über die Einhaltung der EMRK. Ob sich ein Bürger innerstaatlich auf die Rechte eines völkerrechtlichen Vertrages berufen kann (mit Beschwerde an das Bundesgericht), hängt von der Art des Vertrags ab (siehe Völkerrechtliche Verträge#Arten völkerrechtlicher Verträge).

### Kantonsverfassungen
Grundrechte werden ebenfalls in Kantonsverfassungen gewährleistet. Rechtliche Bedeutung haben diese jedoch nur, wenn sie über den Grundrechtskatalog der Bundesverfassung hinausgehen. Beispiele dafür sind das Öffentlichkeitsprinzip der Verwaltung (Art. 17 Abs. 3 Kantonsverfassung Bern, Art. 17 Kantonsverfassung Zürich), der Anspruch auf staatliche Beihilfe an die erste Berufsausbildung (Art. 37 Kantonsverfassung Waadt) oder das Recht der Eltern auf eine staatliche oder private familienergänzende Tagesbetreuungsmöglichkeit zu finanziell tragbaren Bedingungen innert angemessener Frist (§ 11 Abs. 2 lit. a Kantonsverfassung Basel-Stadt). Es besteht die Möglichkeit einer Beschwerde ans Bundesgericht bei Verletzung kantonaler verfassungsmässiger Rechte (Art. 95 lit. c Bundesgerichtsgesetz).

## Typologie
Die nachfolgend vorgenommene Einteilung der Grundrechte ist ein dogmatisches Konstrukt, das im Wesentlichen didaktischen Zwecken dient. In der Praxis lassen sich die einzelnen Grundrechtskategorien nicht so scharf abtrennen.

### Freiheitsrechte
Freiheitsrechte schützen bestimmte Ausprägungen des menschlichen Lebens. Hierbei handelt es sich um Rechte, die die persönliche Integrität wahren, um individuelle (oder kollektive) private Handlungen wie das Abhalten von Versammlungen (Versammlungsfreiheit), die Gründung von Vereinigungen (Vereinigungsfreiheit) oder die freie Meinungsäusserung (Meinungsfreiheit). Die Ehe- und die Eigentumsfreiheit schützen soziale Institute, die Ehe oder das Eigentum. Sofern die Voraussetzungen erfüllt sind, können die Freiheitsrechte eingeschränkt, niemals aber beseitigt werden. Freiheitsrechte sind Abwehrrechte der Bürger gegenüber staatlichen Eingriffen; sie verpflichten den Staat überwiegend dazu, gewisse Handlungen zu dulden oder zu unterlassen. Die Freiheitsrechte werden begrenzt durch die Freiheit der anderen.
Das Bundesgericht urteilte im Jahr 1970, dass die Meinungsfreiheit wegen ihrer überragenden Bedeutung für die demokratische Willensbildung eine Sonderstellung im Verfassungsgefüge einnehme. Verfassungsbestimmungen und somit auch Grundrechte sind jedoch in aller Regel gleichwertig, wie das Bundesgericht urteilte. Diese Auffassung wird auch von der Mehrheit der Schweizer Staatsrechtslehre geteilt.

### Rechtsstaatliche Garantien
Art. 8 Abs. 1 statuiert ein allgemeines Rechtsgleichheitsgebot. Das Diskriminierungsverbot (Art. 8 Abs. 2) gewährt Angehörigen benachteiligter Gruppe besonderen Schutz, der über denjenigen von Art. 8 Abs. 1 hinausgeht. Art. 8 Abs. 3 BV vermittelt Mann und Frau gleiche Rechte. Die Rechte aus Art. 8 BV bilden die Gleichheitsrechte, zu denen in einem weiteren Sinne auch das Willkürverbot und die Wahrung von Treu und Glauben (Art. 9 BV) gehören. Die Gleichheitsrechte verlangen vom Staat nicht den Schutz einer persönlichen Sphäre, sondern verpflichten ihn im Rahmen der gesamten Staatstätigkeit, Fairness walten zu lassen und gerecht zu handeln. Der Staat ist indes zu einer angemessenen Differenzierung verpflichtet und darf nur Gleiches gleich behandeln. Je nach Sachverhalt lassen sich aus den Gleichheitsrechten Leistungs-, Schutz- und Abwehransprüche ableiten. Indem die Gleichheitsrechte für alle in einem bestimmten Ausmass gleiche Voraussetzungen schaffen, tragen sie neben den Freiheitsrechten zur Verwirklichung der menschlichen Freiheit bei.
Das Willkürverbot sichert dem Einzelnen ein Mindestmass an Gerechtigkeit im Kontakt zum Staat zu. Es ist absolut vor staatlichen Eingriffen geschützt, weil es einen Minimalstandard normiert und bei Einschränkung abgeschafft würde – staatliche Willkür ist unter keinen Umständen zulässig. Prozessual fungiert Art. 9 BV als Auffanggrundrechte, das erst dann Bedeutung erlangt, wenn alle anderen Rechte keinen Schutz mehr bieten. Das Bundesgericht ist indessen äusserst streng in der Gutheissung von Beschwerden, die einen Verstoss gegen das Willkürverbot geltend machen. Die Anerkennung des Willkürverbots als eigenes Grundrecht ist weltweit einzigartig. Der Anspruch auf Treu und Glauben gebietet, dass sich der Einzelne auf Informationen oder auf das Verhalten einer Behörde verlassen können müssen. Aus seiner Vertrauensbetätigung soll ihm kein Nachteil erwachsen.
Die Verfahrensgrundrechte (Art. 29–32 BV) bilden neben den Gleichheitsrechten die zweite Säule der rechtsstaatlichen Garantien, indem sie die Legitimation staatlicher Urteile erhöhen. Nur wer in einem Verfahren respektvoll behandelt wird, wer sich Gehör verschaffen und sich wehren kann, wird einen staatlichen Entscheid auch akzeptieren. Den Verfahrensgrundrechten kommt somit eine doppelte Funktion zu: eine individualrechtliche und eine rechtsstaatliche. Neben der Bundesverfassung verbriefen auch die EMRK und der UNO-Pakt II Verfahrensgrundrechte; jene der Bundesverfassung gehen jedoch über sie hinaus. Die Rechtsprechung des EGMR leistete und leistet noch heute einen Beitrag zur Konkretisierung der Schweizer Verfahrensgrundrechte.
Art. 29 BV statuiert für sämtliche Verfahrens- und Prozessarten einen Anspruch auf gleiche und gerechte Behandlung. Abs. 1 bildet die Grundlage für das Verbot der (formellen) Rechtsverweigerung, das Verbot der Rechtsverzögerung und das Verbot des überspitzten Formalismus. Das in Art. 29 Abs. 2 BV verankerte Gehörsrecht soll eine adäquate Kommunikation im Prozess sicherstellen. Art. 29 Abs. 3 vermittelt unter bestimmten Voraussetzungen einen Anspruch auf unentgeltliche Rechtspflege und unentgeltlichen Rechtsbeistand. Art. 29a BV statuiert einen Anspruch auf gerichtliche Beurteilung von Rechtsstreitigkeiten und damit die allgemein geltende Rechtsweggarantie. Art. 30 Abs. 1 BV verlangt, dass ein Gericht durch ein Gesetz geschaffen, zuständig, unabhängig und unparteiisch sein muss. Art. 31 BV statuiert Garantien beim Freiheitsentzug; Art. 32 BV betrifft mit der Unschuldsvermutung und dem Recht auf wirksame Verteidigung das Strafverfahren.

### Soziale Grundrechte
Die sozialen Grundrechte in der Bundesverfassung umreissen Ansprüche des Individuums auf staatliche Leistungen, z. B. Sozialversicherung oder das Recht, eine Wohnung zu beziehen. Während die meisten anderen Grundrechte unmittelbare Ansprüche gewähren, können die sozialen Grundrechte (abgesehen von Art. 12 und Art. 19) erst dann eingeklagt werden, wenn sie das Parlament auf Gesetzesstufe genauer regelt. In der Lehre wird die Existenz weiterer sozialer Grundrechte diskutiert. Regina Kiener erachtet den Schutz von Kindern und Jugendlichen im Sinne von Art. 11 BV als soziales Grundrecht. Während einige das Recht zum Streik als eigenständiges Grundrecht erachten, klassifizieren es andere als Teil der Koalitionsfreiheit und damit als Freiheitsrecht. Diskutiert wird ebenfalls ein Grundrecht auf Sozialhilfe.
Nicht zu den sozialen Grundrechten zählen die Sozialziele (Art. 41 BV).

### Politische Grundrechte
Art. 34 BV verleiht den politischen Rechten Grundrechtsrang. Er schützt das aktive und passive Wahlrecht bei Volkswahlen, die Teilnahme an Volksabstimmungen sowie das Ergreifen von Volksinitiativen und Referenden, und zwar auf allen Staatsebenen. In erster Linie sind Individuen Grundrechtsträger, die gemäss den Vorschriften wahl- bzw. stimmberechtigt sind oder es richtigerweise sein müssten. Die einzelnen politischen Rechte sind aber nicht in Art. 34 garantiert, und er verbietet keine Einschränkungen der politischen Rechte oder deren Abbau auf demokratischem Wege. So war es dem Kanton Zürich erlaubt, das konstruktive Referendum abzuschaffen, ohne dabei Art. 34 BV zu verletzen. Eine Schranke stellt Art. 34 BV indes bei der Einschränkung der Stimmrechtsausübung dar. Er verlangt, dass bei Wahl- und Abstimmungsprozessen die freie Willensbildung und unverfälschte Stimmabgabe gewahrt sind. Auch bei der Frage, ob ein Beschluss für dringlich erklärt werden kann, ist Art. 34 BV zu berücksichtigen, weil eine rechtswidrige Dringlicherklärung die politischen Rechte in unzulässiger Art und Weise verletzt.

## Träger und Adressaten

### Träger (Grundrechtsberechtigte)
In erster Linie und in den meisten Fällen sind Private (natürliche Personen) Träger der Grundrechte, sie geniessen also deren Schutz. Grundrechte können in der Schweiz – anders als in Deutschland (Art. 18 GG) – nicht verwirkt werden. Prinzipiell stehen natürlichen Personen alle Grundrechte zu, ein paar wenige gelten nur für Schweizer Staatsbürger (beispielsweise das Ausweisungsverbot oder die politischen Rechte). Auch juristische Personen des Privatrechts (Unternehmen) können Grundrechtsträger sein, sofern das Grundrecht nicht an eine menschliche Eigenschaft anknüpft (z. B. körperliche Unversehrtheit).

### Adressaten (Grundrechtsverpflichtete)
Primär sind die Staatsorgane aller Ebenen (Bund, Kantone, Gemeinden) an die Grundrechte gebunden. Obschon das Bundesgericht nur kantonale Gesetzesbestimmungen wegen Grundrechtsverletzungen aufheben kann – was es auch immer wieder tut –, ist auch die Bundesversammlung an die Grundrechte gebunden. Für den Gesetzgeber sind die Grundrechte Schranken, die er in seinen Erlassen nicht verletzen darf. Dasselbe gilt für Regierung und Verwaltung. Gerichte müssen bei der Rechtsfindung die Grundrechte beachten und schützen, indem grundrechtswidrige Akte und Erlasse für nichtig erklärt und bei der Auslegung die grundrechtlichen Werteideen berücksichtigt werden.
Art. 35 Abs. 2 BV legt fest, dass alle, die eine staatliche Aufgabe ausführen, Grundrechtsadressaten sind. Das gilt uneingeschränkt. Die früher vorherrschende Ansicht, dass der Staat, wenn er als Privatrechtssubjekt auftrete, nicht an die Grundrechte gebunden sei, ist überholt. Private sind an die Grundrechte gebunden, wenn sie staatliche Aufgaben erfüllen – etwa private Sicherheitskräfte, wenn sie im öffentlichen Raum (beispielsweise einem Stadion) agieren. Sind sie durch das kantonale Recht ermächtigt, Besucher zu durchsuchen, erfüllen sie eine staatliche Aufgabe und sind daher grundrechtsgebunden. Dasselbe gilt bei Konzessionen.
Anwendung fand diese Bestimmung ebenfalls bei den Schweizerischen Bundesbahnen (SBB). Wenngleich die SBB privatrechtlich aktiv sind, sind sie grundrechtsgebunden. In einem breit rezipierten Urteil zur Frage, ob die SBB das Aushängen von Plakaten an einer Bahnhofswand untersagen können, stellte das Bundesgericht fest, dass sie das nicht dürften. Der Inhalt des Plakats war politisch, weshalb der Aushang durch die Meinungsfreiheit geschützt wird. Das Grundrecht auf Meinungsäusserung sei durch die SBB verletzt worden. Bei einem Unternehmen wie der Post, die private Dienstleistungen erbringt, wird eine Grundrechtsbindung in diesen Fällen diskutiert. In seltenen Fällen sind auch Privatpersonen an Grundrechte gebunden (siehe Abschnitt Drittwirkung).

## Verwirklichung
1 Die Grundrechte müssen in der ganzen Rechtsordnung zur Geltung kommen.
2 Wer staatliche Aufgaben wahrnimmt, ist an die Grundrechte gebunden und verpflichtet, zu ihrer Verwirklichung beizutragen.

### Entwicklung und Wandel des Grundrechtsverständnisses
Die Grundrechtsparagraphen in rechtsstaatlichen Verfassungen sind vom Wortlaut her äusserst knapp und bedürfen der Interpretation. Diese Interpretation wird ihrerseits von einer bestimmten Grundrechtstheorie bzw. einem Grundrechtsverständnis geleitet, die ihnen Inhalt und Ziel verleiht. Das war zwar schon immer bekannt. Doch erst seit den 1960er Jahren werden die theoretischen Überlegungen, die den Grundrechtsbestimmungen zugrunde gelegt werden und durch deren Linse die Grundrechte betrachtet werden, intensiv debattiert. Im Verlauf der Zeit wandelte sich das Grundrechtsverständnis in der Schweiz stark.

#### Defensives Grundrechtsverständnis
Die Freiheitsrechte gelten als klassische Grundrechte. Sie ermöglichen dem Einzelnen, Eingriffe des Staates abzuwehren, und werden deshalb als Abwehrrechte angesehen. Bis 1950 anerkannten Lehre und Rechtsprechung in der Schweiz ausschliesslich deren Abwehrfunktion. Freiheitsrechte schafften eine staatsfreie Sphäre, einen Status negativus des Individuums. Dieses defensive oder negatorische Grundrechtsverständnis vertrat die Schweizer Staatsrechtslehre und das Bundesgericht bis in die 1960er Jahre weitgehend. Nach Fritz Fleiner, einer zentralen Figur des Schweizer Staatsrechts, seien die Freiheitsrechte «nichts anderes als eine Negation staatlicher Zuständigkeit». Nach dieser Auffassung erteilen die Freiheitsrechte weder einen Anspruch auf staatliche Leistung noch eine Garantie, dass der Staat das Individuum vor Grundrechtsübergriffen Dritter schützt.
In der Regeneration (ab 1830) ging man in der Schweiz dazu über, Grundrechtskataloge in die Verfassungen aufzunehmen. Die Grundrechte waren nicht mehr «Gegenrechte gegen den Staat, die für diesen unantastbar waren, sondern […] eine vom Staate gewährte oder, abgeschwächt ausgedrückt, von ihm anerkannte Freiheitssphäre, die […] von ihm näher bestimmt werden konnte.»

#### Konstitutives Grundrechtsverständnis
Die Gräuel der Shoah erschütterten die Rechtswissenschaft, besonders in Deutschland. Die rechtliche Freiheit wurde fortan nicht mehr als ein Gut verstanden, das der monarchisch legitimierten Obrigkeit abgerungen werden muss (wie im defensiven Rechtsstaatsdenken des 19. Jahrhunderts in Deutschland). Den Grundrechten kam neu eine umfassende Funktion zu, indem sie dem Staat selbst die Legitimation verliehen. Zunehmend wurde von einem Verständnis ausgegangen, in dem die Grundrechte in alle Bereiche der staatlichen Ordnung ausstrahlen. Bahnbrechend für dieses konstitutive Grundrechtsverständnis in Deutschland war die Dissertation (1962) von Peter Häberle. Häberle anerkannte darin den «Doppelcharakter» – die einerseits subjektiv-, andererseits objektiv-rechtliche Dimension – der Grundrechte.
Eine ähnliche Entwicklung fand gleichzeitig in der Schweiz statt. Während aber in Deutschland im Zusammenhang mit dem konstitutiven Grundrechtsverständnis von der «spektakulärsten Neuerung des Verfassungsrechts» oder von einem «europäischen Gemeindegut» gesprochen wurde, waren Lehre und Rechtsprechung in der Schweiz zurückhaltender. Die Entwicklung des konstutitiven Grundrechtsverständnisses in der Schweiz ist gekennzeichnet durch die Behutsamkeit, den demokratischen Prozess nicht durch eine umfassende Determinierung der gesamten Rechtsordnung durch die Grundrechte zu unterlaufen.
Grundlegend für die grundrechtstheoretische Entwicklung in der Schweiz war die Habilitationsschrift Grundrechte im Wandel Peter Saladins, die an Häberle anknüpfte. Den Grundrechten sei nicht Genüge getan durch blossen Verzicht auf staatliches Verbieten, sondern erst, wenn die gesamte Rechtsordnung auf deren Verwirklichung ausgelegt werde. Wie bei anderen Rechtswissenschaftlern war Saladins Denkansatz vom Grauen des Zweiten Weltkriegs gezeichnet. Nach dem Mord an sechs Millionen Juden müsse das politische Menschenbild revidiert werden. Dieser Wandel fand schliesslich auch Ausdruck in einem Urteil des Bundesgerichts aus dem Jahr 1985.

„Im Vordergrund der Grundrechtsgeltung steht damit nicht mehr so sehr ein subjektiv-individueller Status des isolierten Einzelnen, den es gegen den Staat zu verteidigen gilt, sondern entscheidend wird die Verantwortung der ganzen politischen Gemeinschaft für die Verwirklichung der Freiheiten und Rechte der Menschen in aller staatlichen Tätigkeit.“

#### Entwicklung einer Drittwirkungslehre
Die Idee, dass die Grundrechte das Fundament der gesamten Rechtsordnung darstellen, wurde in zwei Richtungen gedacht: als konstitutives Grundrechtsverständnis und als Drittwirkung der Grundrechte. Hans Huber war in den 1930er einer der Ersten im deutschsprachigen Raum (mit Hans Carl Nipperdey in Deutschland), der eine Drittwirkung forderte, ohne jedoch diesen Begriff zu verwenden.
Das Bundesgericht legte im 19. Jahrhundert den Grundstein für die Entwicklung einer Drittwirkungslehre. Es anerkannte fallweise, dass insbesondere die (Zivil-)Gerichte die Grundrechte auch dort zu schützen hätten, wo sie durch private Übergriffe bedroht seien. In einem Urteil von 1878 fand das Bundesgericht in einer eherechtlichen Streitigkeit mit Bezug auf die Religionsfreiheit: «So wenig der Staat […] seinen Angehörigen ein bestimmtes religiöses Bekenntnis vorschreiben oder verbieten […] darf, so wenig steht dem Ehemanne das Recht zu, die religiöse Überzeugung seiner Ehefrau zu beherrschen.» Ein Urteil aus dem Jahr 1890, in dem das Bundesgericht die Zivilrichter zur Anwendung der Grundrechte verpflichtete, war für die weitere Rechtsprechung wegweisend (Präjudiz). Zuvor war in einem kantonalen Zivilurteil die Klage eines Bauern gegen eine private Schützengesellschaft wegen übermässigen Schiesslärms abgewiesen worden. Das Bundesgericht hiess die Beschwerde jedoch gut, da das Zivilurteil in unzumutbarer Weise in die Eigentumsgarantie eingreife. Jörg Paul Müller meint, dass es als «leading case zum konstitutiven Verständnis der Grundrechte» gesehen werden könne.
Ein Urteil aus dem Jahr 1985 bezüglich des Streikrechts schlug in der Schweizer Staatsrechtslehre hohe Wellen (sogenannter Berner Drittwirkungsstreit). Vertreter des Privatrechts befürchteten, dass die Privatautonomie gefährdet werden könnte, wenn sich die in Deutschland vertretene direkte Drittwirkung, wonach die Grundrechte unmittelbar auch im Privatrecht bindend sind, in der Schweiz durchsetzt. Eine solche Auffassung vermochte sich in der Schweiz nicht durchzusetzen. Das Bundesgericht und die Lehre waren vielmehr von dem Gedanken geleitet, dass die Grundrechte in der gesamten Rechtsordnung zum Tragen kommen sollen. Art. 35 BV trägt dem Rechnung.

#### Anerkennung von Schutzpflichten
Mit der Etablierung eines konstitutiven Grundrechtsverständnisses setzte sich eine Anerkennung von Schutzpflichten durch. Der Staat missachtet Grundrechte demnach nicht nur dann, wenn er sie ohne Rechtfertigung einschränkt, sondern ebenfalls bei einer Unterlassung von Hilfe bei bedrohten Personen. Mit der Zeit wurden Schutzpflichten für jedes Grundrecht entwickelt, jedoch mit unterschiedlicher rechtlicher Geltung. Das Bundesgericht anerkannte grundsätzliche Schutzpflichten des Staates zum ersten Mal im Jahr 2000. Aus einzelnen Grundrechten leitete es jedoch schon vorher fallweise positive Verpflichtungen für den Staat ab.
Dass der Staat für den Schutz seiner Bürger verantwortlich ist, ist keine neue Vorstellung, sondern spätestens seit der Aufklärung fester Bestandteil der Staatsphilosophie. Die neuzeitlichen politischen Philosophien stellten – ungeachtet aller Unterschiede im Detail – stets den Gedanken des Rechtsschutzes ins Zentrum. Im Staat übertragen die Bürger einen Teil ihrer Freiheit auf den Staat und unterwerfen sich seiner Macht. Im Gegenzug schützt der Staat die individuellen Rechte der Menschen. Das Schutzversprechen ist somit die Legitimationsgrundlage für die Existenz des Staates. Neu ist dabei, dass staatliche Schutzpflichten unmittelbar aus den Grundrechten und nicht bloss aus Staatszielbestimmungen folgen.

### Grundrechtsdimensionen

#### Subjektiv-rechtliche Dimension
Primär verbriefen die Grundrechte dem Subjekt zustehende Rechte gegen den Staat. Er muss die individuelle Freiheitsbetätigung dulden und ungerechtfertigte Einschränkungen der grundrechtlich geschützten Sphäre unterlassen. Zu dieser subjektivrechtlichen Dimension zählen die justiziablen Ansprüche – also jene, die unmittelbar gestützt auf die Verfassung oder einen völkerrechtlichen Vertrag gerichtlich durchgesetzt werden können. Gewisse Grundrechte vermitteln justiziable Abwehrrechte, die vor staatlichen Übergriffen schützen sollen. Art. 10 Abs. 2 BV (körperliche Unversehrtheit) wird nur dann gewahrt, wenn Träger staatlicher Aufgaben einen Eingriff in die körperliche Integrität unterlassen. Diese Abwehransprüche sind in erster Linie auf Freiheitsrechte zugeschnitten.
Leistungsansprüche fordern nicht ein Unterlassen des Staates, sondern eine Handlungspflicht. Solche Ansprüche sind in der Schweiz nur punktuell anerkannt. Sie können sich (in seltenen Fällen) einerseits aus der Verfassung selbst ergeben. Das gilt bei den originiären Leistungsrechten: dem Recht auf Existenzsicherung (Art. 12 BV), unentgeltliche Rechtspflege (Art. 29 Abs. 3 BV) und unentgeltlichen Grundschulunterricht. Andererseits können sich Leistungsansprüche in bestimmten Konstellationen ergeben. Aus dem Verbot der Geschlechterdiskriminierung ergibt sich beispielsweise ein Anspruch auf staatliche Massnahmen, Gleichstellung herzustellen. Die Leistungspflicht für den Staat erlangt in jenen Fällen grosse Bedeutung, wenn die Freiheit des Einzelnen ohne hoheitliches Zutun wertlos wäre. In Fällen, in denen Menschen ihr Obdach verlieren oder unter dem Existenzminimum leben, wird der Leistungsanspruch zwingende Konsequenz der Freiheitsgarantien. Gerichte müssen jedoch zurückhaltend sein, wenn sie aus Freiheitsrechten Leistungsansprüche ableiten, denn es droht eine Aushöhlung demokratischer Prozesse. Die Parlamente stellen im Gesetzgebungsverfahren Regelungen auf, nach denen Private zu handeln haben, und genehmigen finanzielle Mittel.

#### Objektiv-rechtliche Dimension
Wenn Menschen in Kontakt mit dem Recht kommen, geschieht das über Gesetze und Verordnungen – die Grundrechtsgarantien stehen nicht im Vordergrund. Umso wichtiger ist es, dass der freiheitsschützende Gehalt der Grundrechte auch im einfachen Recht zum Tragen kommt; sie müssen «in der gesamten Rechtsordnung» (Art. 35 Abs. 1 BV) gelten. Damit wird die objektivrechtliche Bedeutung der Grundrechte angesprochen: Über den subjektivrechtlichen Schutzbereich hinaus durchdringen die Grundrechte staatliche Institutionen und verpflichten sie, das Recht grundrechtskonform auszugestalten und auszulegen. Von Bedeutung ist das insbesondere bei der Rechtsetzung durch das Parlament; es ist stets angehalten, bei der Ausgestaltung der Gesetze die Grundrechte mitzudenken. Aus diesen Pflichten folgt jedoch nicht, dass die gesamte Rechtsordnung allein auf die Grundrechtsverwirklichung auszurichten ist.

### Drittwirkung
Grundrechte sind eine Waffe des Individuums gegen den mächtigen Staat. Doch auch im privaten Bereich sind Machtgefälle möglich, die der Staat-Bürger-Beziehung nahe kommen. Die Frage nach der Dritt- oder Horizontalwirkung von Grundrechten, also nach ihrer Geltung unter Privaten und damit im Zivilrecht, folgt aus der Erkenntnis, dass die grundrechtlich geschützten Garantien nicht nur durch staatliche, sondern ebenfalls durch Eingriffe Privater erheblich bedroht werden können. Art. 35 Abs. 3 anerkennt, dass die Grundrechte auch unter Privaten wirksam werden, «soweit sie sich dazu eignen». Diese offene Formulierung gewährt dem Gesetzgeber und den rechtsanwendenden Behörden einen erheblichen Spielraum.
Der Begriff Drittwirkung kann in die Irre führen, denn primärer Adressat bleibt der Staat. Lehre und Rechtsprechung verneinen die direkte Drittwirkung grundsätzlich. Grundrechte taugen also nicht, um unmittelbar als Grundlage für eine gerichtliche Beurteilung im Privatrechtsverkehr zu dienen, ohne dass eine gesetzliche Differenzierung besteht. Art. 8 Abs. 3 Satz 3 BV stellt den einzigen anerkannten Fall dar, wo ein Grundrecht eine direkte Drittwirkung festhält. Art. 8 Abs. 3 Satz BV verlangt, dass Mann und Frau für gleichwertige Arbeit denselben Lohn erhalten müssen. Das gilt nicht nur für Staatsangestellte (wie früher angenommen wurde), sondern auch gegenüber einem privaten Arbeitgeber. Es handelt sich um einen direkt einklagbaren Anspruch.
Die Drittwirkung ist vornehmlich eine Konsequenz des konstitutiven Grundrechtsverständnisses und wird aus staatlichen Schutzpflichten begründet. Die Grundrechte entfalten mittelbar ihre Geltung bei der Anwendung, Auslegung und Konkretisierung von Gesetzesrecht. Die Drittwirkung wird auch als Sonderfall der staatlichen Schutzpflichten verstanden. Aus den Grundrechten können keine Verhaltensregeln für Private abgeleitet werden. Der Gesetzgeber müsste in einem solchen Fall vorgängig eine gesetzliche Grundlage schaffen. Adressat der Drittwirkung sind der Gesetzgeber und der Richter, der das Recht anwendet. Die Grundrechte der EMRK gewähren auch keine unmittelbare Drittwirkung, da ihr Adressat der Staat ist; Schutzpflichten bestehen dennoch. In der Praxis ist die Drittwirkung von untergeordneter Bedeutung.
Eine abweichende Meinung vertritt Rainer J. Schweizer. Er anerkennt eine unmittelbare Horizontalwirkung für eine Reihe weiterer Grundrechte, unter anderem für die Menschenwürde, das Folterverbot und Art. 15 Abs. 4 BV (freie Religionsausübung respektive Schutz vor Zwang). Schweizer legt den Fokus bei der direkten Drittwirkung darauf, dass mit ihr Gesetzeslücken geschlossen werden. Es gebe gar keine «Dichotomie von Privatrecht einerseits und Verfassungs- und Völkerrecht andererseits [...]» Vielmehr strahlten «die Grund- und Menschenrechte als oberste Werte des Staates und der zivilisierten Völkergemeinschaft in die ganze Schweizer Rechtsordnung [aus] [...].»

### Schutzpflichten
Abwehransprüche setzen hoheitlichem Handeln Grenzen, Leistungsansprüche verlangen ein bestimmtes Handeln. Gewährt ein Grundrecht Schutzansprüche, müssen die Behörden Übergriffe nicht-staatlicher Akteure vereiteln. Auf staatlicher Seite bilden individuelle Schutzansprüche Schutzpflichten. Das Paradebeispiel eines Falles, in dem der Staat seine Schutzpflicht nicht erfüllt, ist das Nichteingreifen der Polizei gegenüber einer Person, die an Leib und Leben bedroht ist. Die Schutzpflichten sind primär an den Gesetzgeber gerichtet. Er muss proaktiv legiferieren, bevor nachteilige Folgen eintreten und einen grundrechtlichen Abwehranspruch auslösen. Dem Gesetzgeber steht ein erheblicher Gestaltungsspielraum zu, wie er die Schutzpflichten umsetzen möchte. Bleibt er untätig, ist die Exekutive in der Verantwortung. Das Bundesgericht bestätigte Schutzpflichten zur Wahrung der Meinungsfreiheit, der Religionsfreiheit, der Versammlungsfreiheit oder der Eigentumsgarantie. Auch der EGMR bejahte in zahlreichen Fällen Schutzpflichten (positive obligations).
Schutzpflichten gehören zwar primär zur objektiv-rechtlichen Grundrechtsdimension, in gewissen Konstellationen haben sie aber subjektiv-rechtliche Bedeutung. Das Verbot der Todesstrafe oder das Ausweisungsverbot begründen zwar in erster Linie staatliche Pflichten (der Staat darf nicht ausweisen, die Todesstrafe ist verboten), aus ihnen lassen sich umgekehrt subjektive Rechte ableiten. Sie sind jedoch weniger griffig und durchsetzungsfähig als klassische Abwehrrechte. Schutzpflichten gelten auch dann, wenn sich aus ihnen keine subjektiven Rechte begründen lassen – bei eisiger Kälte ist es die Pflicht der Polizei, von sich aus Obdachlose vor dem Erfrieren zu retten. Ein allgemeiner Anspruch auf Schutz wurde jedoch nicht subjektiv-rechtlich entwickelt. Die abwehrrechtlichen Ansprüche werden durch die Schutzpflicht ergänzt, um den Grundrechtsschutz möglichst umfassend zu verwirklichen.
Schutzpflichten sind zwar dogmatisch eingehend erörtert worden, geniessen jedoch geringe praktische Relevanz. Zurückzuführen ist das auf den grossen Gestaltungsspielraum, den der Gesetzgeber hat; denn grundrechtliche Schutzpflichten verlangen kaum eine spezifische Handlung durch den Staat, sondern halten fest, dass in einem bestimmten Bereich den Bürgern Schutz zusteht. Wie dieser Schutz ausgestaltet wird, ist Sache des Gesetzgebers oder der Verwaltung und Gerichte. Nur wenn der Staat keine oder völlig unzureichende Schutzvorkehrungen trifft, folgen aus allgemeinen Schutzpflichten konkrete Handlungspflichten. Eine partielle Konkretisierung wurde erst für die Integritätsrechte der EMRK durch den EGMR entwickelt.
Schutzpflichten haben das Potential, die individuelle Freiheit zu gefährden. Insbesondere bei mehrpoligen Grundrechtsverhältnissen (siehe Grundrechtskonflikte) besteht die Gefahr, dass «[m]it dem Rückenwind des Grundrechtsschutzes Dritter so aus der staatlichen Schutzpflicht eine staatliche Schutzbefugnis [wird], die im Namen der Risikobekämpfung ein immer engeres Korsett für die individuelle Freiheit schnürt.» Die Frage der Verhältnismässigkeit drängt sich hier noch stärker auf.

## Einschränkung von Grundrechten
1 Einschränkungen von Grundrechten bedürfen einer gesetzlichen Grundlage. Schwerwiegende Einschränkungen müssen im Gesetz selbst vorgesehen sein. Ausgenommen sind Fälle ernster, unmittelbarer und nicht anders abwendbarer Gefahr.
2 Einschränkungen von Grundrechten müssen durch ein öffentliches Interesse oder durch den Schutz von Grundrechten Dritter gerechtfertigt sein.
3 Einschränkungen von Grundrechten müssen verhältnismässig sein.
Wenngleich die Grundrechte für das menschliche Dasein von grösster Bedeutung sind, gibt es Situationen, in denen einzelne Grundrechte eingeschränkt werden müssen; der Staat greift in diesen Fällen in die Grundrechte des Einzelnen ein. Ein Eingriff stellt nicht zwingend eine Grundrechtsverletzung dar. Die Einschränkung eines Grundrechts ist terminologisch gleichbedeutend mit dem Eingriff. Art. 36 BV hält die Anforderungen für einen Grundrechtseingriff fest. Diese Anforderungen müssen kumulativ erfüllt sein. Er gilt in erster Linie für Freiheitsrechte, da in aller Regel nur sie Schutzbereiche aufweisen, die eingeschränkt werden können. Soziale Grundrechte verbriefen Leistungsansprüche, die vom Gesetzgeber erbracht werden (oder es richtigerweise sollten); von Einschränkung kann in diesem Fall nicht die Rede sein. Es stellt sich eher die Frage, ob der Staat seine Verpflichtungen erfüllt. Für die rechtsstaatlichen Garantien gilt Ähnliches. Sie verlangen gesonderte Prüfungsfragen, ob eine Beschränkung rechtmässig ist. Die Verfahrensgrundrechte und das Willkürverbot dulden, da sie Mindeststandards darstellen, keine Einschränkung; im Einzelfall sind bei gewissen Verfahrensgrundrechten Ausnahmen denkbar.
Damit ein staatliches Organ in ein Grundrecht eingreifen kann, muss eine gesetzliche Grundlage existieren. Die Norm muss generell-abstrakt und hinreichend bestimmt sein, damit sich der Bürger danach richten kann. Das Erfordernis der gesetzlichen Grundlage wird aber in der Praxis relativiert. Nimmt die Polizei einen Menschen fest – sie greift damit in seine Bewegungsfreiheit ein –, tut sie das auf Grundlage eines Realaktes. Er stützt sich aber wiederum auf eine Gesetzesbestimmung. Ob auch eine Verordnung als rechtliche Grundlage für einen Eingriff dienen kann, entscheidet sich nach der Schwere des Eingriffs. Die Exekutive ist bei schweren Störungen, die die öffentliche Ordnung unmittelbar bedrohen, ermächtigt, diese Gefahr auch ohne gesetzliche Grundlage zu beseitigen (polizeiliche Generalklausel).
Grundrechte dürfen nur dann eingeschränkt werden, wenn der Eingriff im öffentlichen Interesse ist. Dazu gehört unbestrittenermassen der Schutz von Leib, Leben und Eigentum. Nicht jedes öffentliche Interesse ist tauglich, jedes Grundrecht einzuschränken. Das Bundesgericht schloss beispielsweise aus, dass eine Verwaltungsbehörde die Eigentumsgarantie aus wirtschaftspolitischen Gründen einschränkt, wohingegen polizeiliche Gründe zulässig seien. Da der Begriff des öffentlichen Interesses weit gefasst ist, kommt es selten vor, dass eine Grundrechtsbeschränkung als verfassungswidrig angesehen wird, weil kein öffentliches Interesse festgestellt werden kann. Neben dem öffentlichen Interesse kann der Grundrechtsschutz Dritter ein hinreichender Grund sein, die Grundrechte des Einzelnen einzuschränken. Unzulässig ist jedoch, in die Grundrechte eines mündigen und handlungsfähigen Menschen mit dem Ziel einzugreifen, ihn vor sich selbst zu schützen.
Das öffentliche Interesse reicht als Grund noch nicht aus, um die Grundrechte zu verkürzen: Jedweder Grundrechtseingriff muss verhältnismässig sein. Die Verhältnismässigkeit misst sich am Verhältnis von Einschränkung und Wirkung. Sie ist nur gegeben, wenn das gewählte Mittel geeignet, erforderlich (Übermass- und Untermassverbot) und zumutbar ist.
Schlussendlich ist der Kerngehalt eines Freiheitsrechts unantastbar. Die Bundesverfassung anerkennt damit, dass Schutzgehalte existieren, die von vornherein abwägungsfest sind. Die Kerngehaltsgarantie wird dort wichtig, wo die Verhältnismässigkeit versagt. Der Begriff des Kerngehalts ist aber nicht näher definiert und ergibt sich im Einzelfall in der Analyse einzelner Grundrechtsbestimmungen. Beim Verbot der Todesstrafe, dem Folterverbot, dem Recht auf Hilfe in Notlagen und der Menschenwürde fallen Schutzbereich und Kerngehalt zusammen; ihre Einschränkung ist daher in allen Fällen rechtswidrig. Kerngehalte ergeben sich auch aus dem zwingenden Völkerrecht (z. B. Sklaverei- und Folterverbot) und den notstandsfesten Rechten von EMRK (Art. 15 Abs. 2) und UNO-Pakt II (Art. 4 Abs. 1 und 2).

## Grundrechtskonflikte

### Problemstellung
Seit der Anerkennung von Grundrechten dehnt sich der grundrechtliche Schutzgehalt kontinuierlich aus. Entweder wird der Schutzbereich bestehender Grundrechte ausgeweitet oder es werden neue Grundrechte geschaffen. Je grösser die Schutzbereiche sind, desto wahrscheinlicher werden Überlappungen oder Kollisionen grundrechtlicher Interessen. Bei einer Grundrechtskollision machen verschiedene Rechtsträger ihre eigenen Rechte geltend, wobei sich das Recht des einen nicht vollständig verwirklichen lässt, ohne dass das Recht des anderen eingeschränkt wird. Zu solchen Konflikten kann es im Journalismus kommen, wo die Medienfreiheit der Journalisten mit dem Recht auf Privatsphäre des Individuums kollidiert. Zu einem Grundrechtskonflikt kommt es immer zwischen Privaten, da nur sie Grundrechtsträger sind. Man spricht anstatt von Grundrechtskollisionen auch von mehrpoligen Grundrechtsverhältnissen.
Lehre und Rechtsprechung anerkennen, dass Grundrechte keine direkte Drittwirkung entfalten. Werden die Grundrechte des einen beeinträchtigt, kann dieser nicht direkt gegen den Störer vorgehen. Da dennoch ein Ausgleich der grundrechtlichen Interessen erforderlich ist, wird der Staat als Vermittler einbezogen. Das Opfer, dessen Grundrechte verletzt wurden, fordert staatlichen Schutz, während der Störer diesen staatlichen Schutz mit seinen Grundrechten abzuwehren sucht. Bei weitem nicht jeder Grundrechtskonflikt wird jedoch durch staatliches Eingreifen gelöst; er überlässt die Frage dann der Privatautonomie.

### Auflösung

#### Zwingend geltende Vorränge
Bei der Lösung von Grundrechtskonflikten sind unbedingte Vorränge zu beachten. Kommt es zu einer Kollision, in der die Garantie der Menschenwürde involviert ist, wird immer zu deren Gunsten entschieden. Sie gilt absolut, es darf keine Abwägung vorgenommen werden. Der zwingende Vorrang der Menschenwürde hat zur Folge, dass auch ganz gewichtige Gegengründe ausser Betracht bleiben müssen, wie das Urteil des Bundesverfassungsgerichts zum Luftsicherheitsgesetz zeigte. Der Bundestag hatte zuvor das Luftsicherheitsgesetz erlassen, in dem er den Sicherheitsbehörden das Recht einräumte, ein Passagierflugzeug, das von Terroristen gekapert wurde und als Bombe missbraucht werden soll, abschiessen zu dürfen. Das Bundesverfassungsgericht hob das Gesetz auf, weil es gegen die Würde des Menschen verstosse. Die Passagiere würden ihrer Subjektqualität und damit ihres Menschseins beraubt. Auch Lehre und Praxis in der Schweiz erachten den Abschluss eines Passagierflugzeugs als verfassungswidrig, weil die Menschenwürde und der Kerngehalt des Lebensrechts verletzt werden. Art. 92a Militärgesetz erlaubt ihn dennoch unter bestimmten Voraussetzungen.
Ausserhalb der Garantie der Menschenwürde sind die grundrechtlichen Kerngehalte in gleicher Weise absolut geschützt und darum mit einem Vorrang in Konfliktfällen verbunden, der jede Abwägung mit gegenläufigen Grundrechten verbietet. Mit dieser Vorrangregelung kann die Frage beantwortet werden, ob präventive Folter, um beispielsweise den Aufenthaltsort eines Sprengkörpers herauszufinden, zulässig ist. Da das Folterverbot (Art. 10 Abs. 3 BV) absolut gilt, wäre eine solche Massnahme illegal, obschon ein Attentäter erschossen werden darf, wenn er einen Sprengkörper zu zünden versucht.

#### Praktische Konkordanz
In Fällen, in denen weder die Menschenwürde noch der Kerngehalt eines Grundrechts betroffen sind, muss ein Ausgleich der Grundrechtsinteressen gefunden werden (praktische Konkordanz). Es wird versucht, den Interessen aller Rechnung getragen. Dennoch muss in einem Gerichtsverfahren ein Urteil gefällt werden, wobei eine Partei unterliegt. Die praktische Konkordanz erteilt aber «Alles-oder-nichts-Lösungen» eine Absage; denn alle müssen Verkürzungen im Grundrechtsschutz hinnehmen. Bei der praktischen Konkordanz spielt daher die Verhältnismässigkeit eine wichtige Rolle.
Das Bundesgericht anerkannte in seiner Rechtsprechung die praktische Konkordanz zur Lösung von Grundrechtskonflikten, da die Grundrechte untereinander allesamt gleichbedeutend seien und folglich keine Hierarchie existiere. Auch der EGMR strebt an, praktische Konkordanz herzustellen. Er gesteht den Staaten jedoch in Fällen, in denen mehrere Grundrechte gegeneinander abgewogen werden, einen erheblichen Ermessensspielraum zu.

## Durchsetzung

### Grundsatz
Die Grundrechte können nur dann effektiv verwirklicht werden, wenn sie in einem gerichtlichen Verfahren durchgesetzt werden können. Bei Verletzung von Grundrechten, die verfassungsmässige Rechte darstellen, besteht gemäss Art. 189 Abs. 1 BV die Möglichkeit einer Beschwerde an das Bundesgericht. Sie erfolgt mit der Beschwerde in öffentlich-rechtlichen Angelegenheiten, mittels Verfassungsbeschwerde oder Individualbeschwerde an den EGMR. Art. 29a BV verbrieft ein Recht auf richterliche Beurteilung einer Rechtsstreitigkeit.
In erster Linie sind die kantonalen Gerichte, die in aller Regel über volle Zuständigkeit verfügen, für die Durchsetzung der Grundrechte zuständig. Zumeist überprüfen sie bei einer Beschwerde vorfrageweise, ob der angefochtene Akt grundrechtskonform ist. Auf Bundesebene sind die eidgenössischen Gerichte (Bundesstrafgericht, Bundespatentgericht, Bundesverwaltungsgericht, Bundesgericht) zuständig, wobei dem Bundesgericht als höchstem Gericht eine besondere Rolle zukommt.
Das Recht wird von den Gerichten von Amtes wegen angewandt (iura novit curia). Sie sind nicht an die Argumente oder Rügen der Streitparteien gebunden, sondern können das Recht autonom anwenden. Bei der Durchsetzung der Grundrechte existiert vor dem Bundesgericht eine Ausnahme von diesem Grundsatz. Art. 106 Abs. 2 BGG hält fest, dass das Bundesgericht eine Grundrechtsverletzung nur prüft, wenn sie gerügt und die Rüge hinreichend begründet wurde. Das Bundesgericht pflegt eine eher strenge Handhabe dieser qualifizierten Rügepflicht; es hielt fest, dass es «eine Beschwerde selbst dann nicht gutheissen [kann], wenn eine Verfassungsverletzung tatsächlich vorliegt», aber eine entsprechende Rüge fehlt.

### Problemfelder

#### Unzureichender Rechtsschutz
Art. 29a BV, der zu den Verfahrensgrundrechten zählt, ist ein Menschenrecht und steht damit theoretisch allen Menschen ungeachtet ihrer sozialen und aufenthaltsrechtlichen Situation zu. In der Realität verzichtet aber eine ganze Reihe von Gruppen auf die gerichtliche Durchsetzung ihrer Grundrechte, auch bei Verletzung elementarster Grundrechte wie dem Recht auf sexuelle Integrität. Das trifft in erster Linie auf Personen zu, die keine gültige Aufenthaltsbewilligung haben (Sans-Papiers). Sie befürchten, dass im Verlauf des Verfahrens ihr Aufenthaltsstatus erfasst und sie des Landes verwiesen werden.
Für einen Rechtsstaat ist diese Situation unbefriedigend. Verzichten die von Grundrechtsverletzungen Betroffenen darauf, die Justiz anzurufen, leidet nicht nur der individuelle (Grund-)Rechtsschutz. Es bleiben auch Rechtsverletzungen gegenüber besonders marginalisierten Menschen ungesühnt. Schliesslich bleibt die gerichtliche Klärung der Tragweite dieser Rechte aus. Diese ist für die Verwirklichung der Grundrechte umso wichtiger, wenn die Justiziabilität der infrage stehenden Grundrechte umstritten ist – wenn also unklar ist, inwiefern es sich bei diesen Grundrechten um direkt einklagbare oder programmatische handelt. Relevant ist diese Frage bei völkerrechtlich garantierten Grundrechten, insbesondere bei jenen des UNO-Pakt I, dessen Grundrechte nur sehr eingeschränkt direkt anwendbar sind.
Dem Anliegen, dass niemand aufgrund fehlender finanzieller Mittel auf die Durchsetzung verzichtet, entspricht die Verfassung mit dem Recht auf unentgeltliche Rechtspflege und unentgeltlichen Rechtsbeistand (Art. 29 Abs. 3 BV).

#### Beschränkte Verfassungsgerichtsbarkeit
Aus grundrechtlicher Sicht ist die beschränkte Verfassungsgerichtsbarkeit gegenüber Bundesgesetzen (Art. 190 BV) ein Problem. Kantonale Gesetze können vor dem Bundesgericht umfassend auf Grundrechtskonformität überprüft werden, wohingegen grundrechtswidrige Bundesgesetze gleichwohl anzuwenden sind. Ein Bundesgesetz wird nach ständiger Rechtsprechung nur dann nicht angewandt, wenn es gegen justiziable, völkerrechtlich verbriefte Menschenrechte (etwa jene der EMRK) verstösst. Dieses Korrektiv des Grundrechtsschutzs ist indes unvollständig: Erstens sind nicht alle Grundrechte völkerrechtlich garantiert, zweitens hat die Schweiz nicht alle Verträge mit menschenrechtlichem Inhalt ratifiziert. Entsprechende Lücken bestehen vor allem bei der Rechtsgleichheit (Art. 8 Abs. 1 BV), dem Willkürverbot (Art. 9 BV), der Eigentumsgarantie (Art. 26 BV) und der Wirtschaftsfreiheit (Art. 27 BV). Trotz der Kontroversen, ob die Verfassungsgerichtsbarkeit ausgebaut werden soll, kommt es selten vor, dass ein Bundesgesetz ein Grundrecht verletzt.
Diese Lücke im Grundrechtsschutz hatte Folgen auf die Entwicklung der Grundrechte: Der internationale Menschenrechtsschutz, besonders die EMRK, hat einen hohen Stellenwert wegen der Beschwerdemöglichkeit an den EGMR. Eine ähnliche Wirkung auf die Stellung des internationalen Menschenrechtsschutzes hatte der Grundsatz des Vorrangs des Völkerrechts und die Schubert-Praxis. Da Bundesgesetze der Verfassungsgerichtsbarkeit entzogen sind, wird der grundrechtskonformen Auslegung besonderes Gewicht beigemessen.

## Verhältnis zu den Strukturprinzipien der Verfassung

### Grundrechte – Demokratie
Demokratie und Grundrechte sind miteinander verwoben und wirken positiv aufeinander. Der exzessive Gebrauch von Notrecht durch die Regierung gefährdet beispielsweise nicht nur den Rechtsstaat (und damit den Grundrechtsschutz), indem die Macht des Parlaments ausgehöhlt wird, sondern ebenso die Mitwirkungsrechte des Volkes. Die demokratischen Rechte können nur dann verwirklicht werden, wenn sie umfassenden (gerichtlichen) Schutz erfahren. Eine Demokratie kann nicht funktionieren, ohne dass Kommunikationsgrundrechte gewährleistet werden. Die Meinungsfreiheit ermöglicht den Austausch unter den Stimmbürgern, von dem die Demokratie lebt. Die Rechtsgleichheit ist die «festeste Stützung» der Schweizer Demokratie. Die demokratischen Rechte können nur dann verwirklicht werden, wenn sie umfassenden (gerichtlichen) Schutz erfahren. Allgemein läuft eine Demokratie, die keine Grundrechte anerkennt, die Gefahr, in eine Gewaltherrschaft zu verfallen.
Abgesehen von der symbiotischen Wirkung stehen Grundrechte und Demokratie in einem Spannungsverhältnis: Die Grundrechte binden den demokratischen Gesetzgeber und schränken ihn in seiner Entscheidungsfreiheit ein. Im politischen System der Schweiz, das die unmittelbare Volkssouveränität betont, stösst die grundrechtliche Zügelung der demokratischen Mehrheit indes an gewisse Grenzen, die anderen Demokratien (Deutschland, USA) fremd sind. Die stärkste Ausprägung dessen findet sich in Art. 190 BV, der verlangt, dass auch grundrechtswidrige Bundesgesetze angewandt werden müsse. Dem Bundesgesetzgeber ist es möglich, sich über die Grundrechte und Art. 35 BV, der deren Verwirklichung verlangt, hinwegzusetzen. Grundrechte bilden des Weiteren keine Schranke der Verfassungsrevision (mit Ausnahme des zwingenden Völkerrechts, siehe Art. 193 Abs. 2 BV), sodass auch über grundrechtswidrige Volksinitiativen abgestimmt werden muss. Die Praxis seit den 2000er Jahren zeigt, dass die Stimmbürger verschiedentlich Initiativen guthiessen, die entweder gegen Grundrechte in der Bundesverfassung oder völkerrechtlich verbriefte verstiessen, so etwa die Verwahrungs-, Ausschaffungs- oder Minarettverbots-Initiative.

### Grundrechte – Bundesstaatlichkeit
Der föderale Staatsaufbau stellt eine Herausforderung für die Grundrechte dar, insbesondere für deren rechtsgleiche Geltung und Verwirklichung. Es existiert zwar Rechtsgleichheit zwischen den Bürgern. Nach ständiger Rechtsprechung des Bundesgerichts besteht jedoch kein Anspruch auf föderalistische Gleichheit, d. h. Rechtsgleichheit über die Kantonsgrenzen hinweg. Die Autonomie der Kantone, Recht selbst zu setzen und Bundesrecht gemäss den im Kanton vorliegenden Umständen umsetzen zu können, kann problematische Folgen haben, wie das Polizeirecht (eine kantonale Kernkompetenz) zeigt. Zwischen den Kantonen existieren Unterschiede bei der gesetzlichen Grundlage für den Einsatz von polizeilichen Zwangsmitteln, obgleich sie unter Umständen tödlich wirken und damit die körperliche Integrität verletzen können. Je nach Kanton sind auch die Regelungen, wie streng Gefängnisbesuche überwacht werden, oder die Frage, wie viel Kontakt ein Häftling zur Aussenwelt haben darf, sehr unterschiedlich geregelt, obwohl das Recht auf Leben, persönliche Freiheit, Verbot der grausamen und unmenschlichen Behandlung gleiche Geltung beanspruchen. Diese Missstände sind aus rechtsstaatlicher Sicht schwer hinnehmbar.
Ihrerseits haben die Grundrechte eine «eine antikantonale Stossrichtung: Sie dienen nicht nur dem Individualrechtsschutz, sondern vielfach auch der Disziplinierung der Kantone.» Die Ausweitung der Grundrechte bewirkt unweigerlich eine Einengung kantonaler Entscheidungsspielräume, weil ein gewisser Bereich dem Spielball der Politik entzogen und nunmehr grundrechtlich einklagbar ist.
Gewisse Freiheitsrechte dienen dem Bundesstaat. Namentlich die Niederlassungsfreiheit integriert die Gliedstaaten (Kantone) in den Gesamtstaat und trägt somit zur Stabilität des Bundesstaates bei.

### Grundrechte – Sozialstaatlichkeit
Die Sozialstaatlichkeit ist der vierte tragende Grundwert in der Verfassung. Aus grundrechtlicher Sicht betrachtet, ist das soziale Element (im Vergleich zum demokratischen und föderalen) am schwächsten ausgeprägt; einklagbare soziale Grundrechte sind selten. Art. 41 BV (Sozialziele) verpflichtet Bund und Kantone, soziale Sicherheit und Gerechtigkeit bestmöglich zu verwirklichen. Er ist aber lediglich als Staatszielbestimmung konzipiert und ist normativ von geringer Bedeutung.

### Fazit
„Im Ergebnis sind Demokratie, Föderalismus, Sozialstaatlichkeit und Grundrechtsschutz in ein Spannungsfeld versetzt, das Verfassung und Verfassungspraxis nicht zwingend zugunsten der Grundrechte auflösen. Dieser Befund steht in einem gewissen Widerspruch zur Bedeutung der Grundrechte als zentralste verfassungsrechtliche Gerechtigkeitsanliegen, die
bei der Ausübung von Staatsaufgaben jederzeit zu beachten und in der längerfristigen Perspektive umfassend zu verwirklichen sind.“

### Einführungen
- Ulrich Häfelin, Walter Haller, Helen Keller, Daniela Thurnherr: Schweizerisches Bundesstaatsrecht. 11. Auflage. Schulthess, Zürich 2024, ISBN 978-3-7255-9806-9, S. 57–306.
- Regina Kiener, Walter Kälin, Judith Wyttenbach: Grundrechte. 4. Auflage. Stämpfli, Bern 2024, ISBN 978-3-7272-8188-4.
- Pierre Tschannen: Staatsrecht der Schweizerischen Eidgenossenschaft (= Stämpflis Juristische Lehrbücher). Stämpfli, Bern 2021, ISBN 978-3-7272-8928-6.
- Giovanni Biaggini: BV Kommentar. Bundesverfassung der Schweizerischen Eidgenossenschaft. 2. Auflage. Orell Füssli, Zürich 2017, ISBN 978-3-280-07320-9.

### Vertiefung
- Oliver Diggelmann, Maya Hertig Randall, Benjamin Schindler (Hrsg.): Verfassungsrecht der Schweiz / Droit constitutionnel suisse. Band 2. Schulthess, Zürich/Basel/Genf 2020, ISBN 978-3-7255-7996-9.
- Bernhard Ehrenzeller, Philippe Mastronardi, Rainer J. Schweizer, Klaus A. Vallender (Hrsg.): Die schweizerische Bundesverfassung. St. Galler Kommentar. Band 1. 4. Auflage. Dike/Schulthess, Zürich 2023, ISBN 978-3-7255-7994-5.
- Jörg Paul Müller: Verwirklichung der Grundrechte nach Art. 35 der schweizerischen Bundesverfassung. Stämpfli Verlag, Bern 2018, ISBN 978-3-7272-3395-1.
- Giorgio Malinverni, Michel Hottelier, Maya Hertig Randall, Alexandre Flückiger: Droit constitutionnel suisse. Volume II: Les droits fondamentaux. 4. Auflage. Stämpfli, Bern 2021, ISBN 978-3-7272-4621-0.
- Grundrechte in der Schweiz und in Liechtenstein. In: Jean-François Aubert, Jörg Paul Müller, Daniel Thürer (Hrsg.): Handbuch der Grundrechte in Deutschland in Europa. Band VII/2. Dike, Zürich 2007, ISBN 978-3-03751-041-4.
- Jörg Paul Müller, Markus Schefer: Grundrechte in der Schweiz. 4. Auflage. Stämpfli, Bern 2008, ISBN 978-3-7272-9792-2.